# Николай Парушев
Николай Парушев Николов е български драматург, поет, театровед и театрален критик, преводач на руска поезия.

## Биография
Николай Парушев е роден на 17 януари 1931 г. във Варна. Завършва Висшия институт за театрално изкуство „Кръстьо Сарафов“. От 1957 г. работи като редактор и заместник главен редактор във в. „Народна култура“. Член на Съюза на българските писатели.
Автор е на пиесите „Вечерите на Иван Гилин“, „По чужди брегове“ (1959), „Момичето, което обичах“ (1963), „Хората остават на брега“ (1963), „Просто жена“ (1974), „Делниците имат много имена“, „Когато дните питат“, „Имало едно дяволче“ и др., както и на книгите „Просто жена“ (1974) – драма, „13 хитрини на 13 хитреца“ (1992) – приказки, „Неизвестен финал на Евгений Онегин“ (1995), „Закучен свят“ (2001) – лирична хроника.
Николай Парушев почива на 8 юни 2003 г.